# ويليام بيل (لاعب كرة قدم أمريكية)
ويليام بيل (بالإنجليزية: William Bell)‏ هو لاعب كرة قدم أمريكية أمريكي، ولد في 22 يوليو 1971 في ميامي في الولايات المتحدة.

## وصلات خارجية
- ويليام بيل على موقع مرجع كرة القدم المحترفة.كوم (الإنجليزية)